# وسائل الإعلام من البحرين
وسائل الإعلام من البحرين تتكون أساسا من عدة صحف يومية وأسبوعي مع هيئة شؤون الإعلام بتشغيل خدمات الإذاعة والتلفزيون المملوكة للدولة في البحرين. وسائل الإعلام في الغالب باللغة العربية على الرغم وجود وسائل إعلام باللغة الإنجليزية والمالايالامية التي بدأت في الظهور في البلد مؤخرا. الحكومة تدير وكالة أنباء البحرين التي تراقب وتحرر الأخبار الوطنية والدولية باللغتين العربية والإنجليزية بما يقارب من 90 إلى 150 خبر يومي. الوكالة امتداد للهيئة شؤون الإعلام.
معظم الصحافة مملوكة للقطاع الخاص وغير خاضع للرقابة طالما أنه يمتنع عن انتقاد العائلة الحاكمة. تعتبر صحيفة الوسط ومرآة البحرين كمصادر أخبار المعارضة في البلاد. في يونيو 2012 أشارت التقديرات إلى أن هناك 961 ألف من مستخدمي الإنترنت في البلاد.

## التلفزيون
التلفزيون في البلاد تسيطر عليه هيئة شؤون الإعلام والتي تعمل على مدى خمس شبكات تلفزيون أرضية مملوكة للدولة. محطة أخبار المعارضة قناة اللؤلؤة تعمل من لندن على الرغم من أنها محظورة في البلاد.

## الراديو
مثل خدمات التلفزيون في البلاد فإن إذاعات الراديو تديرها الدولة تحت إشراف هيئة إذاعة وتلفزيون البحرين وعادة ما تكون باللغة العربية. توجد أيضا إذاعة البحرين باللغة الإنجليزية. بالإضافة إلى إذاعة فويس إف إم المملوكة للقطاع الخاص التي تخدم في المقام الأول المستمعين الهنود.

## الصحف
كانت أول صحيفة في البلاد هي صحيفة البحرين وهي صحيفة أسبوعية نشرت لأول مرة في الأربعينات. جريدة أسبوعية أخرى هي صدى الأسبوع وصدرت للمرة الأولى في عام 1969 والصحيفة الأسبوعية الثالثة المجتمع الجديد والتي صدرت للمرة الأولى في عام 1970. في عام 1971 عندما أعلن استقلال البلاد كان هناك وجود لحد أدنى من وسائل الإعلام المطبوعة في البلد. ولكن في عام 1976 صدرت أول صحيفة يومية في البلاد ويمكن القول أنها الرئيسية وهي أخبار الخليج باللغة العربية من قبل شركة أخبار الخليج للصحافة. في عام 1979 أصدرت نسخة باللغة الإنجليزية باسم غلف ديلي نيوز (بالعربية: أخبار الخليج اليومية). في عام 1989 صدرت صحيفة الأيام وتعتبر هذه الصحف الثلاث الصحف الورقية الرئيسية في البلاد. من التسعينات كان هناك أكثر من 45 مطبوعة والتي شملت أيضا الصحف التي ترعاها شركة مثل شركة نفط البحرين.
نتيجة زيادة الوافدين الذين يتحدثون باللغة المالايالامية في منطقة الخليج العربي فقد صدرت أربع صحف بلغتهم وتطبع في البحرين. صحيفة خليج مادييامام صدرت للمرة الأولى في عام 1999. كما صدرت لاحقا صحيفتي مالايالام مانوراما وتشاندريكا. أطلقت صحيفة مالايالامية أخرى باسم خليج ثيجاس في 27 سبتمبر 2012 من قبل رئيس تحرير أخبار الخليج أنور عبد الرحمن في حفل أقيم في المنامة.
وفيما يلي قائمة من الصحف التي تعمل حاليا في البلاد:
| الاسم             | الإصدار | النوع | اللغة         | المدينة       | الموقع الإلكتروني       | سنة الإنشاء | الانتماء السياسي |
| ----------------- | ------- | ----- | ------------- | ------------- | ----------------------- | ----------- | ---------------- |
| أخبار الخليج      | يومي    |       | العربية       | الرفاع الشرقي | aaknews.com             | 1976        | موالية للحكومة   |
| الأيام            | يومي    |       | العربية       | سار           | alayam.com              | 1989        | موالية للحكومة   |
| البلاد            | يومي    |       | العربية       | مدينة عيسى    | albiladpress.com        | 2008        | موالية للحكومة   |
| الوقت             |         |       | العربية       | الرفاع الشرقي | alwaqt.com              | 2006        | يسارية قومية     |
| الوسط             | يومية   |       | العربية       | المقشع        | alwasatnews.com         | 2002        | مستقلة معارضة    |
| الوطن             |         |       | العربية       | الرفاع الشرقي | alwatannews.net         | 2005        | موالية للحكومة   |
| ديلي تريبيون      | يومية   |       | الإنجليزية    |               | dt.bh                   | 1997        | موالية للحكومة   |
| غلف ديلي نيوز     | يومية   |       | الإنجليزية    | الرفاع الشرقي | gulf-daily-news.com     | 1979        | موالية للحكومة   |
| غلف ماديامام      | يومية   |       | المالايالامية | -             | madhyamam.com           | 1999        |                  |
| تشاندريكا         | يومية   |       | المالايالامية | -             | chandrikadaily.com      | 2007        |                  |
| مالايالا مانوراما | يومية   |       | المالايالامية | -             | gulf.manoramaonline.com |             |                  |
| غلف ثيجاس         | يومية   |       | المالايالامية | -             | thejasnews.com          | 2012        |                  |